# 福島市立信夫中学校
福島市立信夫中学校（ふくしましりつ しのぶ ちゅうがっこう）は、福島県福島市にある公立中学校である。

## 概要
福島市街地南部・信夫地区周辺を通学区域とし、地区の中心市街地である大森に位置する。2020年5月1日現在、25学級635名の児童が在籍する。校章は統合前の3校の精神的な結びつきと今後の協調、発展を表し、校名にも因むしのぶ草を図案化したものである。

## 沿革
- 1959年
  - 4月1日 - 信夫郡信夫村立大森中学校、鳥川中学校、平田中学校が統合し、信夫村立信夫中学校となる。
  - 5月8日 - 校章が制定される。
- 1966年
  - 6月 - 信夫郡信夫村が福島市に編入されたことにより福島市立信夫中学校となる。
- 1987年
  - 10月19日 - RC造四階建（一部二階建）の校舎が竣工する。
- 1988年
  - 2月23日 - 屋内運動場が竣工する。
  - 3月20日 - 水泳プール(25m×14m 7コース）が竣工する。

## 教育方針
教育目標

## 学校行事
| - 4月入学式 - 5月 - 6月中体連 | - 7月 - 8月 - 9月 | - 10月 - 11月 - 12月 | - 1月 - 2月 - 3月卒業式 |

## 生徒会活動・部活動など
野球　　　　　　　　　　男子バスケットボール　　　　科学
ソフトボール　　　　　　女子バスケットボール　　　　美術
サッカー　　　　　　　　男子バレーボール　　　　　　家庭
男子ハンドボール　　　　女子バレーボール　　　　　　パソコン
女子ハンドボール　　　　男子卓球　　　　　　　　　　吹奏楽
男子ソフトテニス　　　　女子卓球　　　　　　　　　　
女子ソフトテニス　　　　剣道　　　　　　　　　　　　
陸上競技　　　　　　　　　　
水泳　　　　　　　　　　

## 通学区域
- 信夫地区[2]
  - 永井川（福島市立福島第一中学校通学区域を除く）
  - 大森
  - 成川
  - 下鳥渡
  - 上鳥渡
  - 山田
  - 小田
  - 平石

## 進学前小学校
- 福島市立鳥川小学校
- 福島市立大森小学校
- 福島市立平田小学校
- 福島市立平石小学校[3]

## 学区内の主な施設
- 国道115号
- 福島市役所信夫支所・福島市信夫学習センター
- 福島県立福島明成高等学校
- 大森城山公園
- 済生会福島総合病院

## 交通
- JR東日本福島駅より福島交通路線バス平田行乗車、八幡神社前下車徒歩約2分[4]。